# Hideyuki Umezu
Hideyuki Umezu (梅津 秀行, Umezu Hideyuki), né le 24 juillet 1955 et mort le 17 mai 2024 est un seiyū japonais membre de 81 Produce.